# Industriemelanismus

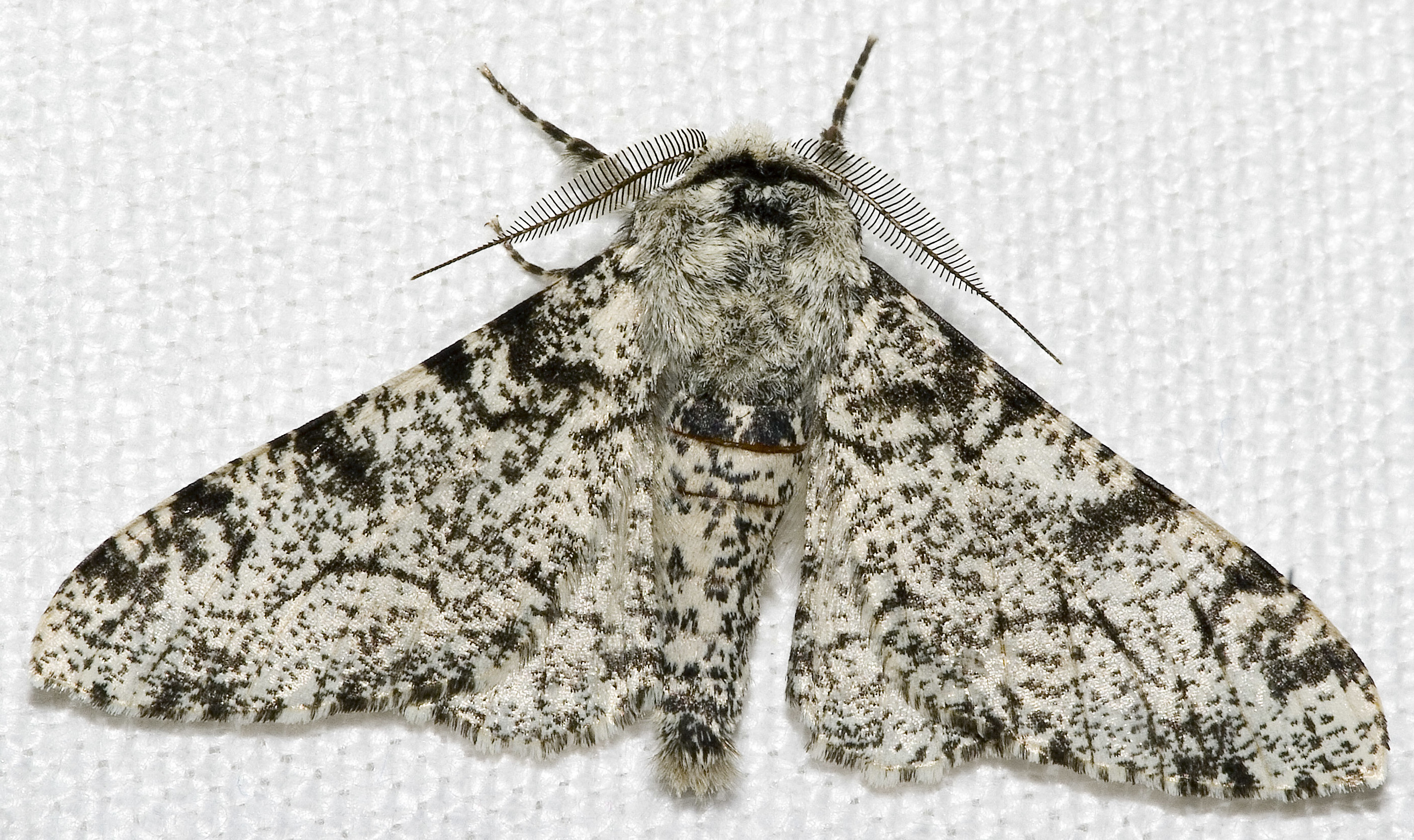
Helle Morphe des Birkenspanners

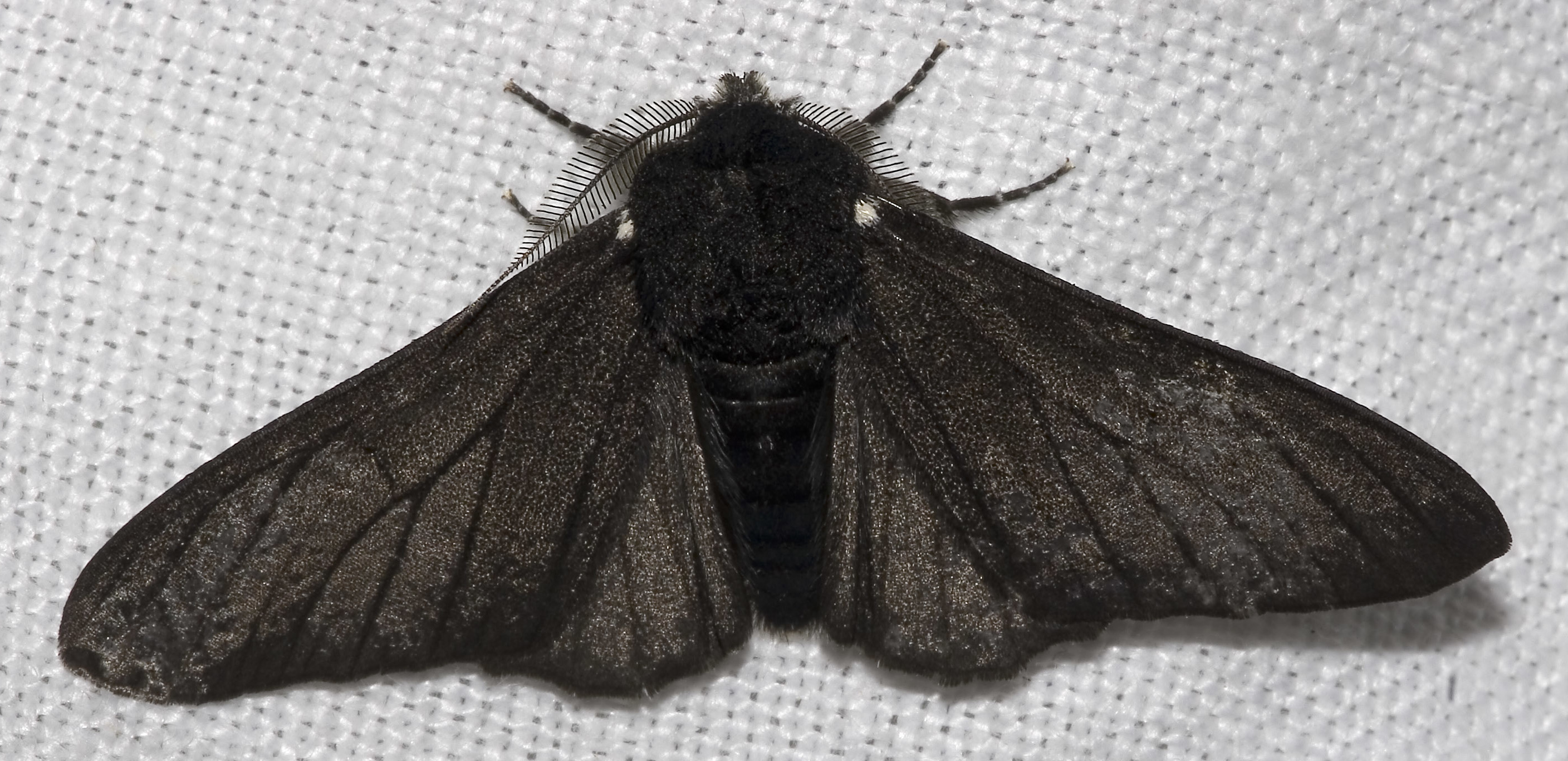
Dunkle Morphe des Birkenspanners

Industriemelanismus bezeichnet eine Variante des Melanismus, das heißt einer besonders ausgeprägten Einlagerung von dunklen Pigmenten – speziell von Melanin – in die Zellen der Haut. Die Bezeichnung entstand, nachdem beim Birkenspanner (Biston betularia), einem Nachtfalter, Ende des 19. Jahrhunderts in englischen Industriegebieten ein drastischer Wandel seines äußeren Erscheinungsbilds beobachtet worden war: Hatten zuvor die Individuen einer hellen Morphe dominiert, traten danach vorwiegend dunkel gefärbte Individuen auf, so genannte carbonaria-Morphen.
Der Industriemelanismus gilt als ein Paradebeispiel dafür, dass Umweltveränderungen den Verlauf der Stammesgeschichte innerhalb kürzester Zeitspannen stark beeinflussen können. Eine 2011 publizierte Genanalyse kam zu dem Ergebnis, dass alle carbonaria-Morphen über dasselbe Allel („singular origin“) verfügen und dass dieses Allel erst in jüngerer Zeit entstanden ist.

## Der historische Hintergrund
Birkenspanner sind typischerweise hell gefärbt und daher (wenn sie auf der gleichfalls hellen Rinde von Birken sitzen) vom Untergrund selbst aus nächster Nähe kaum zu unterscheiden. Diese Tarnung – ein Schutz vor Fressfeinden – versagte, als infolge der seinerzeit dramatischen Luftverschmutzung durch Fabrikschornsteine die Birken zunehmend von Ruß dunkel gefärbt und die auf ihnen siedelnden Flechten abgetötet wurden. 1848 beobachtete man in der Nähe von Manchester erstmals eine größere Anzahl dunkel gefärbter Exemplare. Bereits 1895 waren im Industriegebiet bei Manchester 98 Prozent aller Birkenspanner dunkel gefärbt. Auch bei mindestens 70 anderen Schmetterlingsarten veränderte sich die Häufigkeitsverteilung ihres äußeren Erscheinungsbilds in vergleichbarer Weise.
Seit den 1960er Jahren ging der Anteil der melanistischen Varianten in den englischen Industrieregionen – parallel zur Verringerung der Luftverschmutzung – wieder erheblich zurück. Der im Vergleich zur Ausgangssituation im 19. Jahrhundert noch immer leicht erhöhte Anteil der dunklen Form zu Beginn des 21. Jahrhunderts wird von Forschern darauf zurückgeführt, dass die Birken wegen der noch immer vorhandenen Belastung der Luft mit Abgasen vielerorts noch immer kaum von Flechten besiedelt sind und die hellen Individuen daher noch keine optimalen Lebensbedingungen vorfinden.

## Zweifel an der Deutung der Beobachtungen
Ein weit verbreiteter Irrtum ist, dass der Birkenspanner tagsüber vor allem auf der Rinde von Baumstämmen gefunden werden kann. Hervorgerufen wurde der Irrtum durch Fotos in diversen Lehrbüchern der Ökologie und der Evolutionsforschung, die weiße Exemplare auf dunklen Baumstämmen und dunkle Exemplare auf hellen Baumstämmen zeigten. Diese Fotos bildeten jedoch keine frei lebenden Exemplare ab, sondern sie entstammten bestimmten Experimenten, die ab 1953 mehrfach wiederholt wurden. Tatsächlich beträgt der Anteil der Falter, die tagsüber auf Baumstämmen ruhen, überschlägig etwa ein Drittel: In einer Studie wurden 135 ruhende Individuen gefunden, davon 48 an Baumstämmen, 70 auf horizontalen Ästen (meist an der unteren Hälfte) und 17 auf oder unter Zweigen.
Erstmals publiziert wurden solche Experimente zum Industriemelanismus im Jahr 1955 von Bernard Kettlewell, einem Zoologen der Universität Oxford, der eine bereits 1896 von dem Schmetterlingsexperten James William Tutt (1858–1911) formulierte Hypothese überprüfte. 1953 und 1955 hatte Kettlewell im stark verschmutzten Ort Rubery bei Birmingham sowie in unbelasteten Landstrichen von Dorset in den Morgenstunden jeweils Hunderte Birkenspanner beider Farbausprägungen an Baumstämmen ausgesetzt, wo die Tiere meist sofort ihre Ruhestellung einnahmen. Abends ermittelte Kettlewell mit Hilfe von Schmetterlingsfallen die Verteilungshäufigkeit beider Farbausprägungen und stellte dabei fest, dass er bei Birmingham doppelt so viele dunkle wie helle Varianten einfangen konnte, während in Dorset das Verhältnis gerade umgekehrt war.
Unter Fachkollegen stieß seine Studie auf Unglauben, da weder Lepidopterologen noch Ornithologen Vögel als relevante Fressfeinde von Nachtfaltern ansahen. Deshalb bat Kettlewell den Verhaltensforscher und erfahrenen Tierfotografen und -filmer Nikolaas Tinbergen, eine Wiederholung der Experimente zu dokumentieren. Daraufhin wurde 1958 von Tinbergen tatsächlich eine Filmdokumentation veröffentlicht, die überzeugend nachwies, dass helle Schmetterlinge auf dunkler Rinde häufiger von Vögeln entdeckt und verzehrt werden als dunkle Individuen.
Erst 1998 wies Michael Majerus, ein Genetiker der Universität Cambridge, darauf hin, dass diese Experimente kein überzeugender Beleg für die natürlichen Vorgänge waren, die zu einer Verschiebung des Verhältnisses von hellen zu dunklen Individuen geführt hatten: Die ökologischen Zusammenhänge (die Übernachtungsplätze der Falter) seien nicht hinreichend genau beachtet und das Beuteverhalten der Vögel durch ein Überangebot an Faltern unangemessen gefördert worden. Zudem wurde die Relativierung des Selektionsdrucks durch tagaktive Vögel durch die nicht-selektive nächtliche Bejagung durch Fledermäuse nicht ausreichend in die Studien einbezogen.
Majerus' Kritik an Kettlewells Vorgehen wurde 2002 von der Journalistin Judith Hooper in einem populärwissenschaftlichen Buch zugespitzt: Sie warf Kettlewell wissenschaftlichen Betrug vor. Der Evolutionsforscher Jerry Coyne (University of Chicago) wies diese Unterstellung in der Fachzeitschrift Nature zwar umgehend zurück, dennoch wurde Majerus' fachliche Kritik und das populärwissenschaftliche Buch von Kreationisten als Beleg für einen großen evolutionsbiologischen Schwindel herangezogen.

## Eine Langzeitstudie
Im Jahr 2002 begann Michael Majerus eine auf fünf Jahre angelegte Feldstudie, um die Hypothese erneut und diesmal naturnah zu überprüfen, der zufolge die Häufigkeit der hellen und der dunklen Birkenspanner-Form durch das Beutemachen von Vögeln beeinflusst wird. Diese Studie war explizit so angelegt, alle bis dahin vorgebrachten Kritikpunkte an Kettlewells Versuchsdesign abzudecken. Im Madlingley Wood westlich Cambridge wurden an unterschiedlichen Teilen von 103 hellen und flechtenbewachsenen Birken wildfarbene und melanistische Birkenspanner im selben Häufigkeitsverhältnis ausgesetzt, die diese zu diesem Zeitpunkt in der Wildpopulation hatten (anfangs etwa 12 Prozent melanistische); am Ende der Versuchsserie waren davon noch 97 vorhanden (Sturmverluste). Alle ausgesetzten Tiere, etwa 800 pro Jahr, stammten aus der Region, in der sie auch freigelassen wurden, ihre Dichte war im Versuchsgebiet nicht gegenüber normalen Verhältnissen überhöht, sie wurden nur in ihrer natürlichen Aktivitätsperiode ausgesetzt. Männchen und Weibchen, Tiere aus Nachzuchten und wieder freigelassene Wildfänge wurden separat analysiert. Die Tiere wurden in der Dämmerung in großen Käfigen freigelassen, so dass sie sich bei Sonnenaufgang selbst einen Ruheplatz auswählen konnten, der Käfig anschließend entfernt. Die ruhenden Motten wurden jeweils nach vier Stunden wieder aufgesucht, und vorhandene und aufgrund von Prädation durch Vögel fehlende vermerkt (die Spanner sind bei Tageslicht inaktiv und bewegen sich nicht). Das Ergebnis dieses sehr aufwändigen Versuchs war: Von der melanistischen Form wurde durchschnittlich ein Anteil von 29,2 Prozent gefressen, von der hellen Form 21,2 Prozent. Das ergibt einen Selektionskoeffizienten von 0,22 gegen die melanistische Form. Die Häufigkeit der melanistischen Form sank im Untersuchungszeitraum (2002 bis 2007) im selben Gebiet parallel dazu von 12 Prozent auf gut ein Prozent, dies ergäbe umgerechnet einen Selektionskoeffizienten von 0,29 gegen die melanistische Form. Die Unterschiede zwischen diesen Koeffizienten sind statistisch nicht signifikant. Damit kann es als nachgewiesen gelten, dass Prädation durch Vögel als Grund ausreichend ist, den beobachteten Rückgang der melanistischen Form auf den wieder hellen Bäumen zu erklären. Zusätzlich wurden während des Experiments eine Reihe von Vögeln direkt bei der Attacke auf ruhende Birkenspanner beobachtet, darunter  Rotkehlchen, Feldsperling, Kohlmeise, Blaumeise, Amsel.
Unklar ist allerdings weiterhin, welche zusätzlichen Faktoren die Häufigkeitsverteilung beider Birkenspanner-Formen beeinflussen. In East Anglia war die dunkle Form schon immer relativ häufig, obwohl dort niemals eine besonders hohe Luftverschmutzung zu verzeichnen war.
Die Kontroversen um die Ursachen des Industriemelanismus beim Birkenspanner werden immer wieder von Kreationisten genutzt, um die Mechanismen der Evolution in Frage zu stellen. Eine unvollständige Deutung der Ursachen für die Auftretenshäufigkeit von Farbvarianten beim Birkenspanner hat jedoch in diesem Zusammenhang keinerlei Beweiskraft, denn eine Veränderung von ökologischen Einflussgrößen (von so genannten Umweltfaktoren) wird ja selbst von den Kritikern der Theorie vom Industriemelanismus in Rechnung gestellt.

## Genetische Grundlage
Die spezifische Identität und die Art der Sequenzdifferenz wurden 2016 festgestellt. Eine britische Forschungsgruppe, die die Befunde in Nature publizierten, zeigte, dass das Mutationsereignis, das zu Industriemelanismus führte, die Insertion eines großen transponierbaren Elements in das erste Intron eines Gens namens cortex war. Die Forscher schreiben in Nature: „Wir haben begonnen, die Wirkungsweise des Carbonaria-Elements zu zerlegen, indem wir zeigen, dass es die Häufigkeit eines Cortex-Transkripts erhöht, dessen Proteinprodukt eine wichtige Rolle bei der Zellzyklusregulation spielt. Unsere Ergebnisse füllen eine wesentliche Wissenslücke im ikonischen Beispiel des mikroevolutionären Wandels und fügen eine weitere Ebene der Einsicht in den Mechanismus der Anpassung als Antwort auf die natürliche Selektion hinzu. Die Entdeckung, dass die Mutation selbst ein transponibles Element ist, wird eine weitere Debatte über die Bedeutung von ‚springenden Genen‘ als Quelle der großen phänotypischen Neuheit stimulieren.“

## Belege
1. ↑  Arjen E. van’t Hof et al.: Industrial Melanism in British Peppered Moths Has a Singular and Recent Mutational Origin. In: Science. Band 332, Nr. 6032, 2011, S. 958–960, doi:10.1126/science.1203043.
2. ↑  Klaus Lunau: Warnen, Tarnen, Täuschen. Mimikry und andere Überlebensstrategien in der Natur. Wissenschaftliche Buchgesellschaft, Darmstadt 2002, S. 115, ISBN 3-534-14633-6.
3. 1 2  Michael E. N. Majerus: Industrial Melanism in the Peppered Moth, Biston betularia: An Excellent Teaching Example of Darwinian Evolution in Action. In: Evolution: Education and Outreach. Band 2, 2009, S. 63–74, doi:10.1007/s12052-008-0107-y.
4. ↑  Henry Bernard Davis Kettlewell: Selection experiments in industrial melanism in the Lepidoptera. In: Heredity. Band 9, 1955, S. 323–342, doi:10.1038/hdy.1955.36.
5. ↑  Jaap de Roode: The moths of war. In: New Scientist. Band 196, Nr. 2633, 8. Dezember 2007, S. 46.
6. ↑  Michael E. N. Majerus: Melanism: Evolution in action. Oxford University Press, 1998, ISBN 0-19-854983-0, Inhaltsübersicht.
7. ↑  Axel Hausmann: Faszination Biodiversität. In: Eva-Maria Herzog, Hans-Christian Bauer (Hrsg.): Blickpunkt: Darwin. Sind Darwins Theorien heute noch gültig? Salzburg 2011, S. 11–31 (Vorlesungsreihe der Universität Salzburg).
8. ↑  Judith Hooper: Of Moths and Men: An Evolutionary Tale: The Untold Story of Science and the Peppered Moth. Fourth Estate, London 2002 (Nachdruck bei W. W. Norton & Company, 2003, ISBN 0-393-32525-3).
9. ↑   Jerry A. Coyne: Evolution under pressure. In: Nature. Band 418, 2002, S. 19–20, doi:10.1038/418019a. – Coyne hatte u. a. angemerkt, dass der Industriemelanismus noch immer ein großartiges Beispiel für den Prozess der Evolution sei („a splendid example of evolution in action“).
10. ↑   Jaap de Roode: The moths of war, S. 49.
11. ↑  Arjen E. van’t Hof, Pascal Campagne, Daniel J. Rigden et al.: The industrial melanism mutation in British peppered moths is a transposable element. In: Nature. Band 534, 2016, S. 102–105, doi:10.1038/nature17951, Volltext.